# DR Mama
DR Mama – dawna duńska stacja radiowa, należąca do publicznego nadawcy Danmarks Radio (DR). Została uruchomiona 1 września 2011 i była adresowana głównie do młodzieży. Ramówka miała charakter przede wszystkim muzyczny i skupiała się na takich gatunkach jak pop, muzyka klubowa czy urban. Kanał zakończył nadawanie z dniem 30 września 2014. 
Stacja dostępna była w Danii w cyfrowym przekazie naziemnym, zaś na całym świecie można było słuchać w internecie. 